# Oerlikon
Oerlikon ist ein Quartier der Stadt Zürich. Die ehemals selbständige Gemeinde Oerlikon wurde 1934 eingemeindet und bildet heute zusammen mit Affoltern und Seebach den Kreis 11. Im Quartier Oerlikon leben 24'005 Personen, und im gesamten Kreis 11 wohnen 79'678 (Stand 2024).
Das Zürcher Stadtquartier Oerlikon erlebte in den letzten Jahrzehnten einen starken Wandel vom Industriequartier zu einem sehr aufgewerteten Stadtteil mit modernen Wohn- und Lebensräumen sowie Büroräumlichkeiten für globale und namhafte Unternehmen.

## Wappen
Blasonierung: In Rot über einem abwärts gebogenen silbernen Hufeisen eine gestürzte silberne Pflugschar.
Die Pflugschar deutet auf die frühere Zugehörigkeit zur Gemeinde Schwamendingen hin. Das Hufeisen symbolisiert die Bedeutung Oerlikons auf dem Handelsweg nach Zürich. Hier wurden die Pferde beschlagen vor dem Aufstieg zum Milchbuck.

## Geschichte
Der Name Oerlikon geht auf den alemannischen Siedlungsgründer Orilo zurück. Oerlikon wurde erstmals im Jahre 946 (andere Quelle: 942) urkundlich als Orlinchowa erwähnt.
In der Neuzeit zählte der Ort etwas mehr als ein Dutzend Häuser und war Teil der Gemeinde Schwamendingen. Dort besuchten die Einwohner von Oerlikon auch die Schule und Kirche. 1855 eröffnete die Nordostbahn (NOB) die Stammstrecke Romanshorn–Winterthur–Oerlikon, die 1856 bis nach Zürich verlängert wurde und den süddeutschen Raum mit Zürich verbindet. Dadurch wurde Oerlikon für Industrie und Gewerbe interessant, was Oerlikon ein sehr schnelles Wachstum verschaffte. 1872 löste sich Oerlikon von Schwamendingen und wurde zu einer eigenständigen Gemeinde. Aus diesem Anlass wurde 1876 der Friedhof Oerlikon errichtet, der 2004 als charakteristischer Friedhof des 19. Jahrhunderts unter Denkmalschutz gestellt wurde. Die 1876 gegründete Maschinenfabrik Oerlikon (MFO) liess sich nördlich der Bahnlinie nieder und prägte die Gemeinde massgeblich. 1897 wurde die private Strassenbahn Zürich–Oerlikon–Seebach (ZOS) gebaut. Zweiglinien führten auch nach Schwamendingen und Opfikon. Gebaut und massgeblich finanziert wurde die Tramlinie von der MFO.

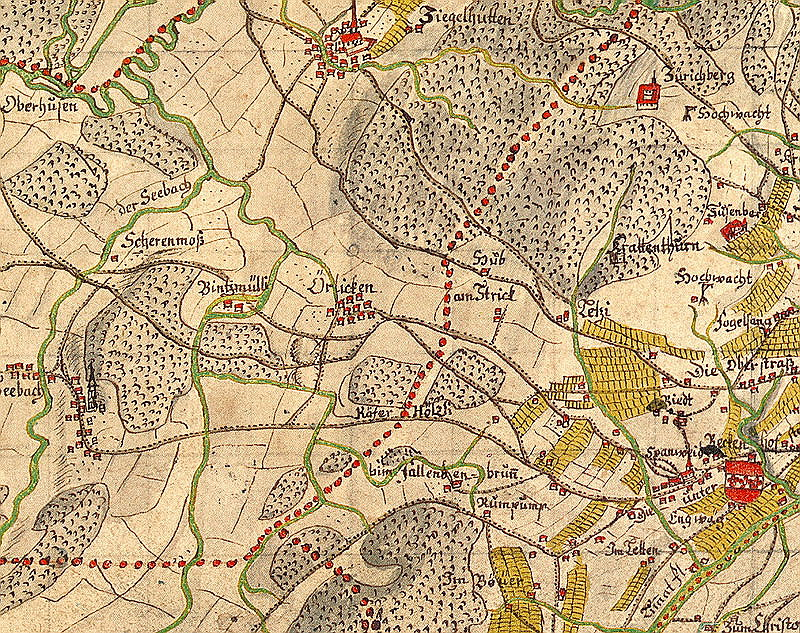
Oerlikon auf dem «Gygerplan» (1667) von Hans Conrad Gyger
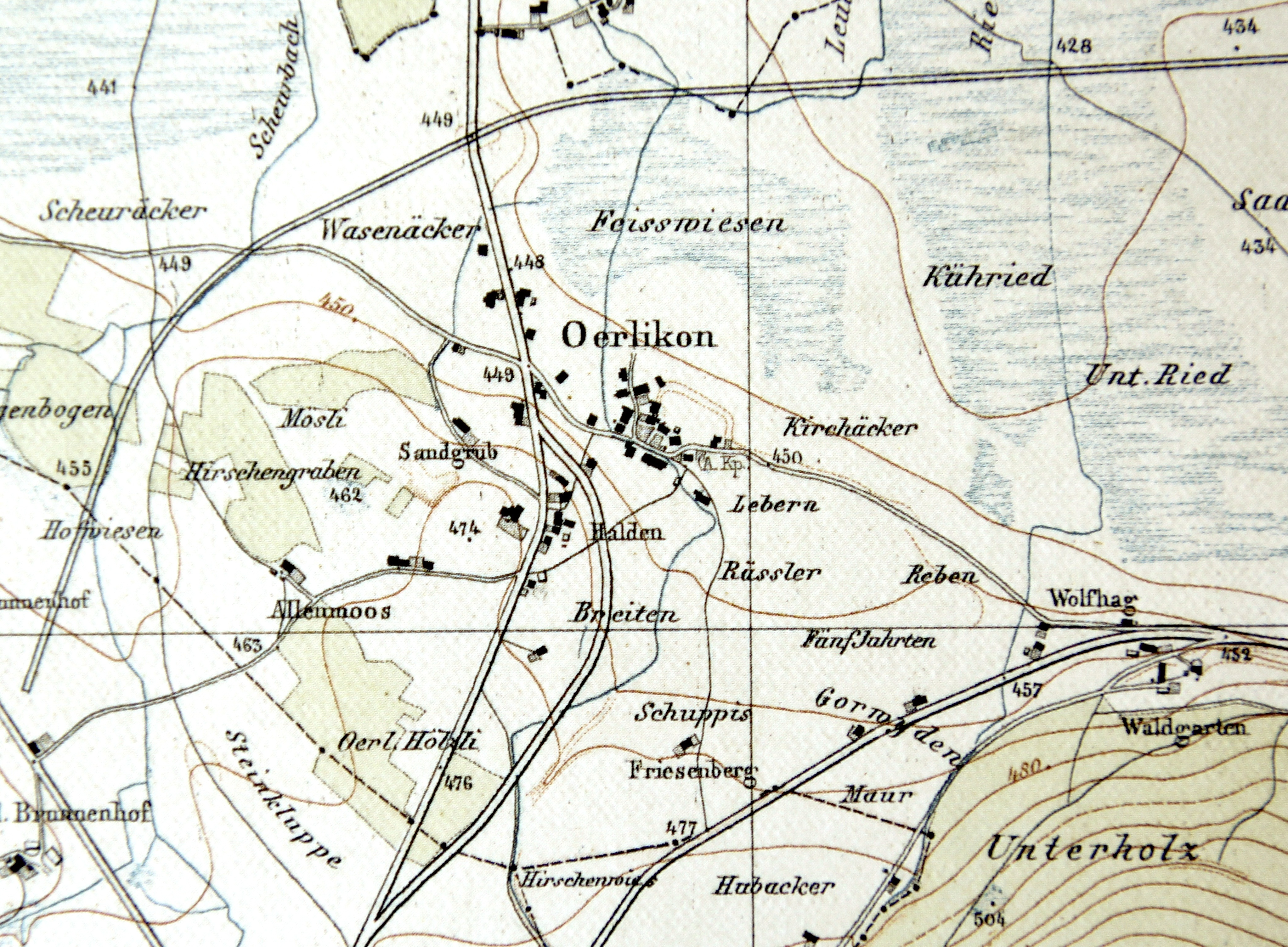
Oerlikon auf der Wildkarte von 1848
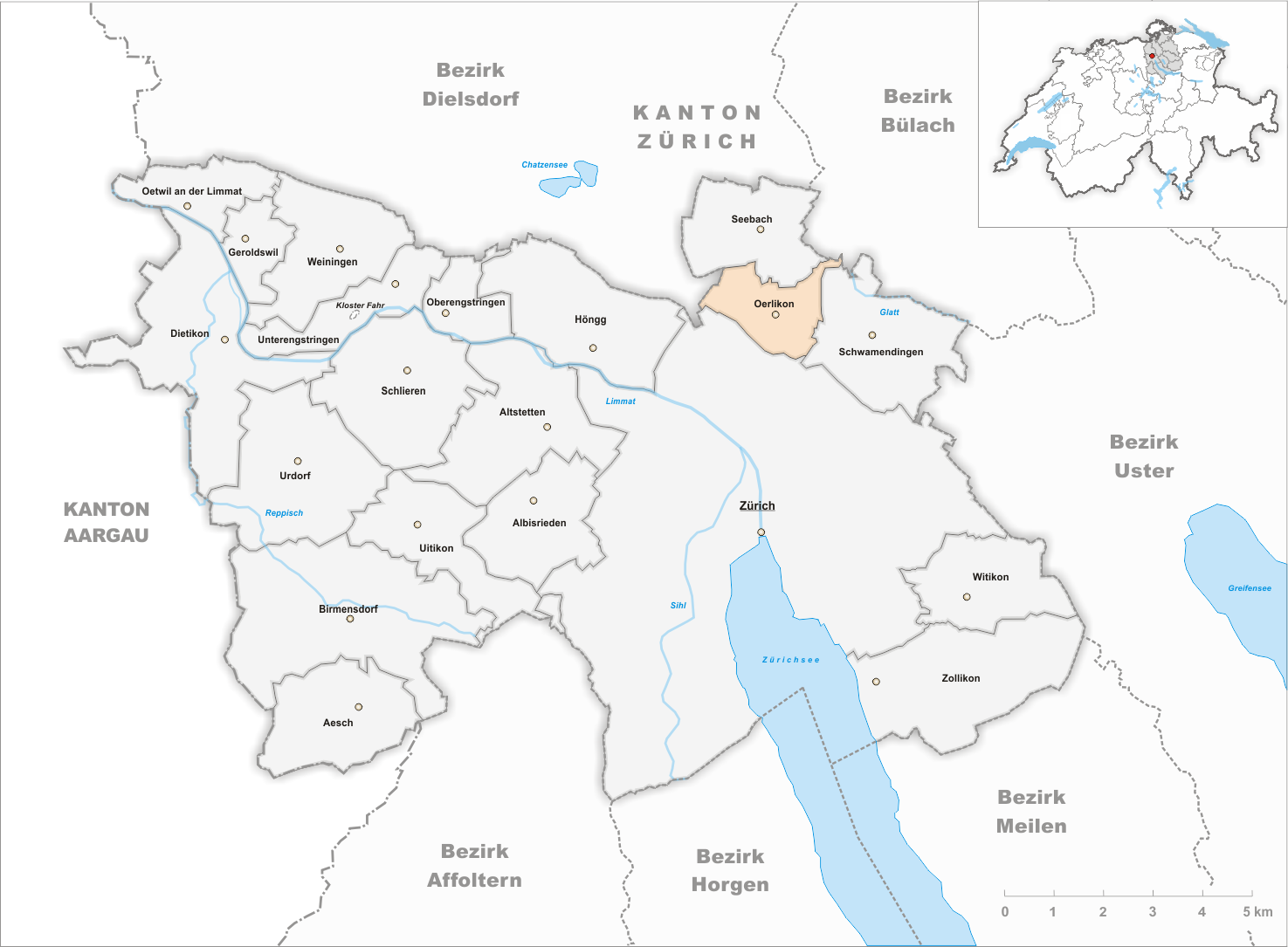
Die Gemeinde innerhalb des Bezirks Zürich vor der Eingemeindung 1934
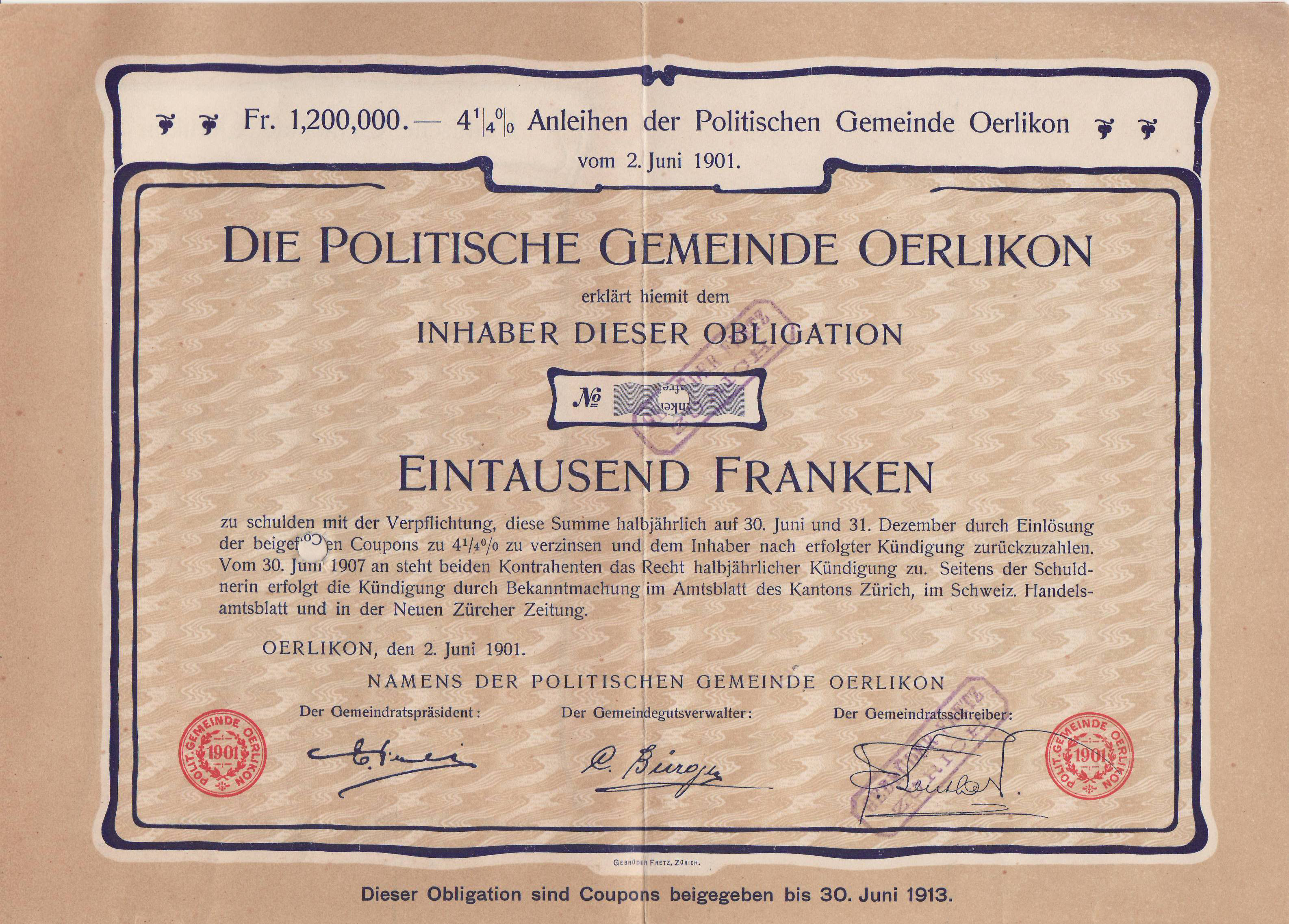
Obligation über 1000 Franken der politischen Gemeinde Oerlikon vom 2. Juni 1901

### Eingemeindung
Oerlikon entwickelte sich unabhängig von Zürich, erst 1934 wurde Oerlikon – zusammen mit Seebach, Affoltern, Schwamendingen, Witikon, Höngg, Altstetten und Albisrieden – in Zürich eingemeindet.
Oerlikon, das in der Vergangenheit vor allem ein Industriegebiet war, ist heute einer der am schnellsten wachsenden Stadtteile Zürichs.
Oerlikon geriet in den Jahren 1932 (siehe Eisenbahnunfall von Oerlikon), 1992 und 2003 aufgrund von Zugunglücken am Bahnhof Oerlikon in die Schlagzeilen. Der Unfall von 1992 machte die Belastung des Bahnknotens Oerlikon durch die S-Bahn Zürich deutlich und führte zur Beschaffung des Zugsicherungssystems ZUB 121 bei den Schweizerischen Bundesbahnen.
Ausserdem fielen am 18. Mai 1943 Bomben von britischen Fliegern auf Oerlikon.

## Bevölkerungsentwicklung des Quartiers
Quelle: Statistik & Daten: Oerlikon

## Ortsgliederung

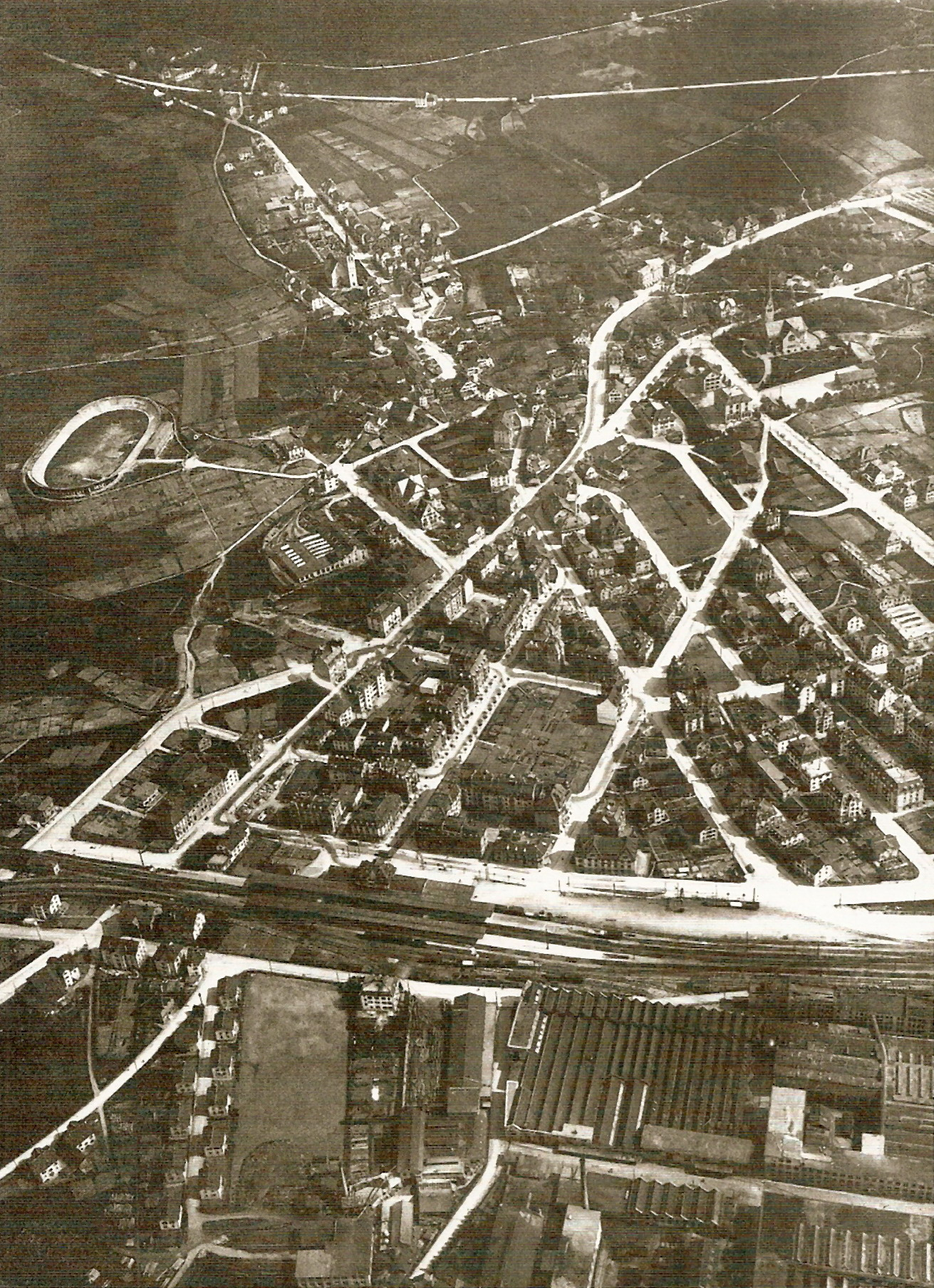
Oerlikon auf einer Luftbildfotografie von Walter Mittelholzer, am unteren Bildrand der Bahnhof Oerlikon mit dem Gelände der MFO (vor 1920)

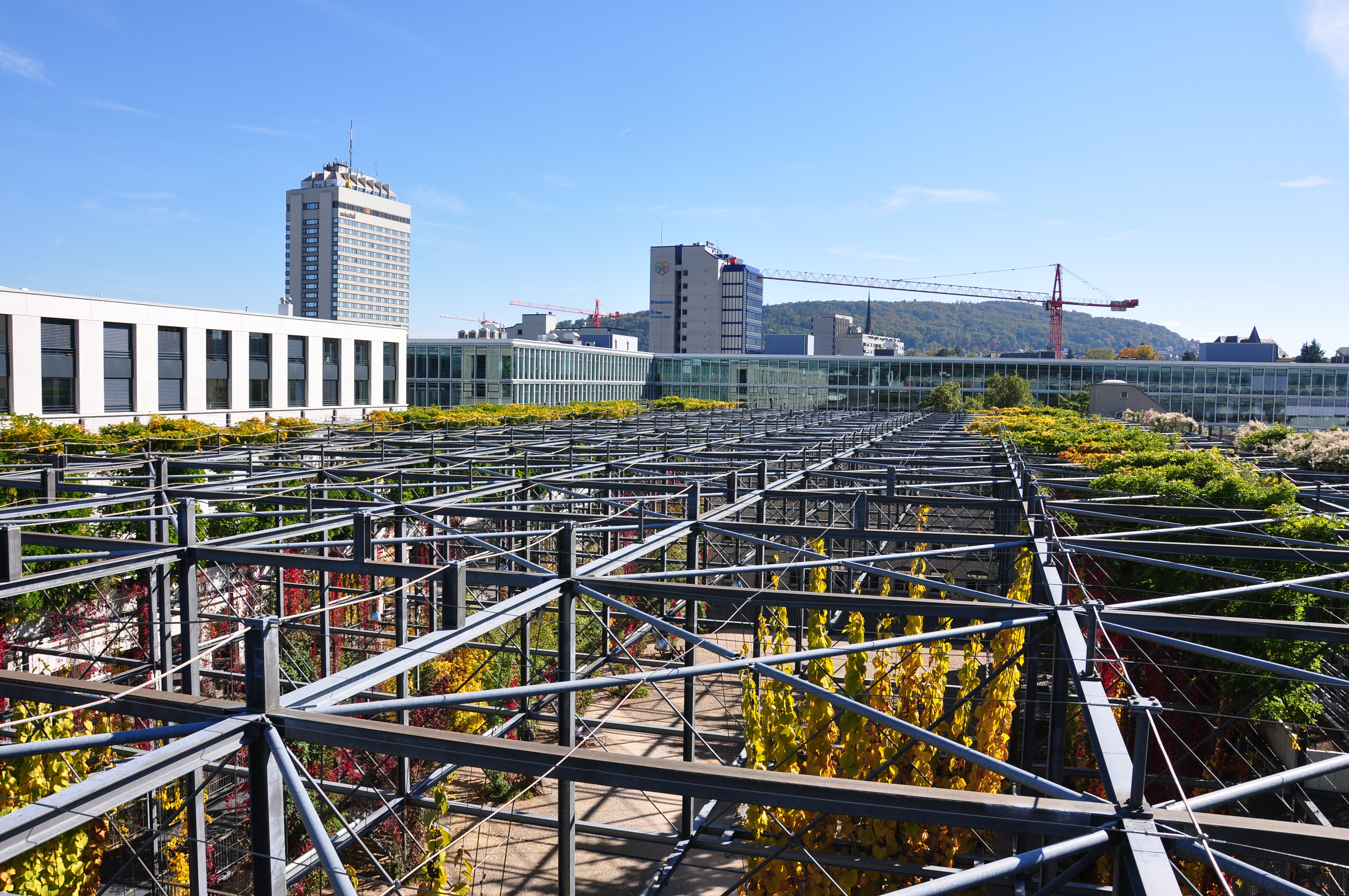
Ansicht über das Parkareal des MFO-Parks auf Oerlikon, links das Swissôtel, in der Bildmitte der Neumarkt, im Hintergrund der Zürichberg

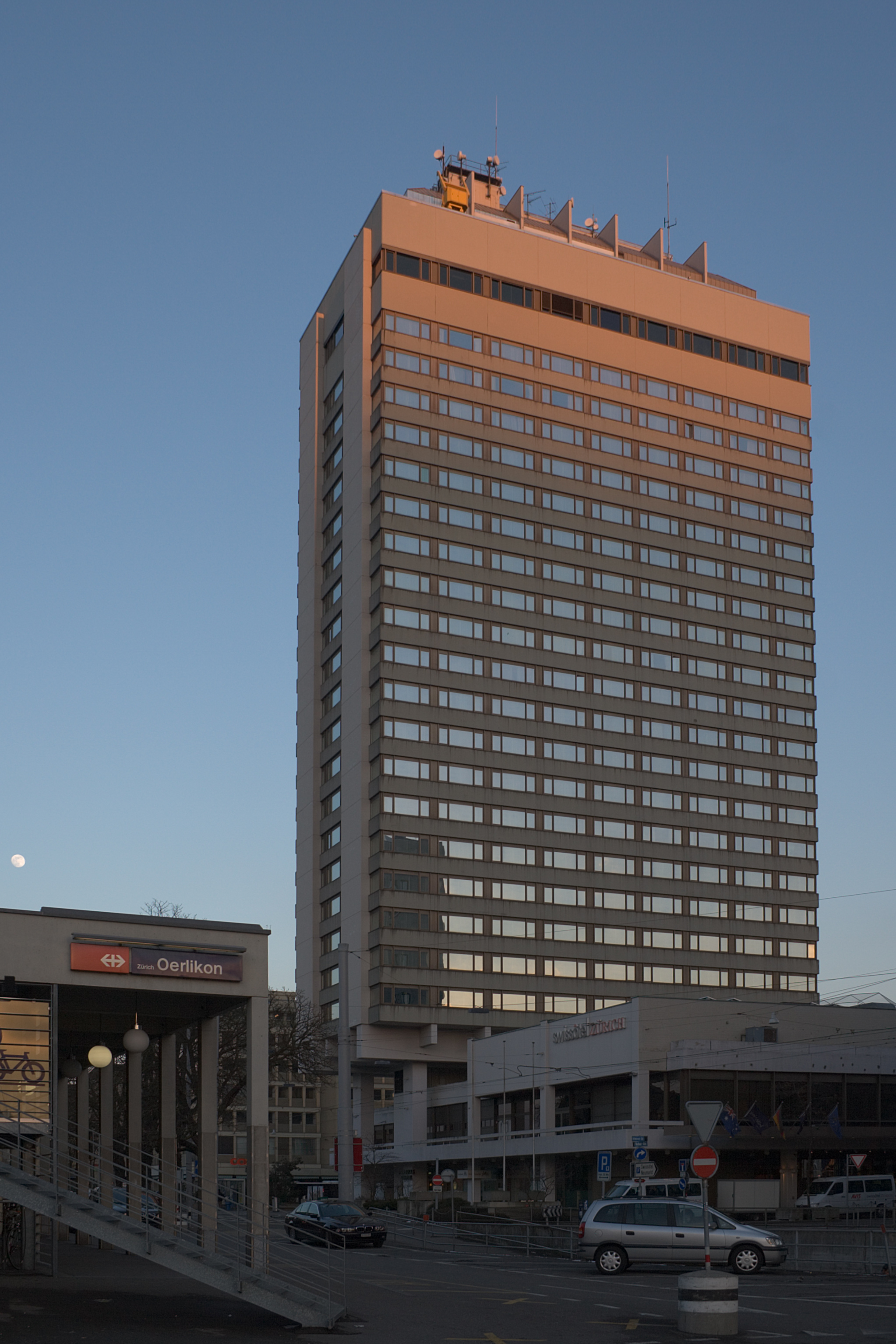
Ehemaliges Hotel Swissôtel

Südlich der Bahnlinie befindet sich das Zentrum von Oerlikon mit den Einkaufszentren Neumarkt und züri 11 shopping, dem markanten Hochhausgebäude des ehemaligen Hotels Swissôtel und dem Marktplatz Oerlikon, wo mittwochs und samstags am Vormittag ein Lebensmittelmarkt stattfindet.
Nördlich des Bahnhofs entsteht das neue Quartier Neu-Oerlikon (vormals Zentrum Zürich Nord). Im ehemaligen Industriequartier wird neuer Wohn- und Lebensraum geschaffen. Die sehr urban wirkende Architektur wird aufgelockert durch grosszügige Parkanlagen. In den letzten Jahren wurden vier neue, in der Fachwelt sehr angesehene Parks angelegt: Der Oerliker Park mit Aussichtsturm, gestaltet von den Landschaftsarchitekten Zulauf + Partner, der MFO-Park der Architekten Burckhardt und Partner auf dem Areal der früheren Maschinenfabrik Oerlikon, der Wahlenpark vom Künstler und Architekten Christopher T. Hunziker und Dipol und der Louis-Häfliger-Park. Der Gustav-Ammann-Park wurde bereits 1942 nach den Plänen des Gartenarchitekten Gustav Ammann als sogenannter Wohlfahrtsgarten angelegt und ist auch nach über 50 Jahren eine beschauliche Oase der Ruhe. Auch wurde ein weiteres Einkaufszentrum, das Center Eleven, gebaut. Dieses liegt sehr zentral im Quartier.
Entlang der Regensbergstrasse stehen mehrere teils monumentale Volksschulbauten (Gubel, Liguster, Halde), südlich davon befindet sich das weitläufige Gartenquartier Allenmoos mit Bauten aus dem gesamten 20. Jahrhundert und einer Freibadanlage.

## Wirtschaft und Infrastruktur
Die 1876 gegründete Maschinenfabrik Oerlikon (MFO) war das erste grosse Industrieunternehmen in Oerlikon. Sie wurde 1967 von Brown, Boveri & Cie übernommen, aus der 1988 die ABB entstand, deren Konzernsitz sich in Oerlikon befindet.
Aus der 1906 aus der MFO ausgelagerten Werkzeugmaschinenfabrik Oerlikon entstand der Rüstungskonzern Oerlikon-Bührle, der in den 1990er Jahren massiv umstrukturiert wurde. Aus dem Mischkonzern wurde unter Verkauf diverser Beteiligungen und Unternehmenszweige die Technologieholding Unaxis, die sich inzwischen OC Oerlikon Corporation nennt und deren Tochterunternehmen teilweise noch in Oerlikon und Seebach angesiedelt sind. Die Oerlikon Contraves AG, eine ehemalige Oerlikon-Bührle-Tochter ist weiterhin in Oerlikon ansässig; gleiches gilt für die Allreal Generalunternehmung AG, die ehemalige Oerlikon-Bührle Immobilien AG.
Auf dem ehemaligen MFO-Areal ist inzwischen unter anderem PricewaterhouseCoopers ansässig. Weitere globale Unternehmen, deren Schweizer Sitz sich in Oerlikon befindet, sind der Maschinenbauer Klingelnberg und Bombardier Transportation, deren weltweites Lokomotiven- und Traktionsentwicklungszentrum auf dem noch aktiven ABB-Areal (Toro 1) untergebracht ist.
In Oerlikon befinden sich unter anderem das Hallenstadion, die offene Rennbahn Oerlikon und das ehemalige Züspa-Messegelände, das seit 1998 im Messezentrum der Messe Zürich zusammengefasst ist.
Der Bahnhof Zürich Oerlikon gehört zu den zehn grössten Bahnhöfen der Schweiz. Zudem ist er ein wichtiger Knotenpunkt im Netz der S-Bahn Zürich und bietet auch Anschlüsse an den nationalen Fernverkehr. Er bildet ein Nadelöhr für den Zugverkehr. Mit dem Bau des zweiten Durchgangsbahnhofs (Projekt Löwenstrasse) und dem Weinbergtunnel wurde zumindest teilweise Abhilfe geschaffen. Seit 2016 ist der Bahnhof massiv ausgebaut; er besitzt eine eigene Einkaufspassage.
Oerlikon wird von den Tramlinien 10, 11 und 14 der Verkehrsbetriebe Zürich sowie von den Buslinien 32, 61, 62, 64, 75 und 80 erschlossen. Oerlikon ist auch der Ausgangspunkt der Glattalbahn der Verkehrsbetriebe Glattal.

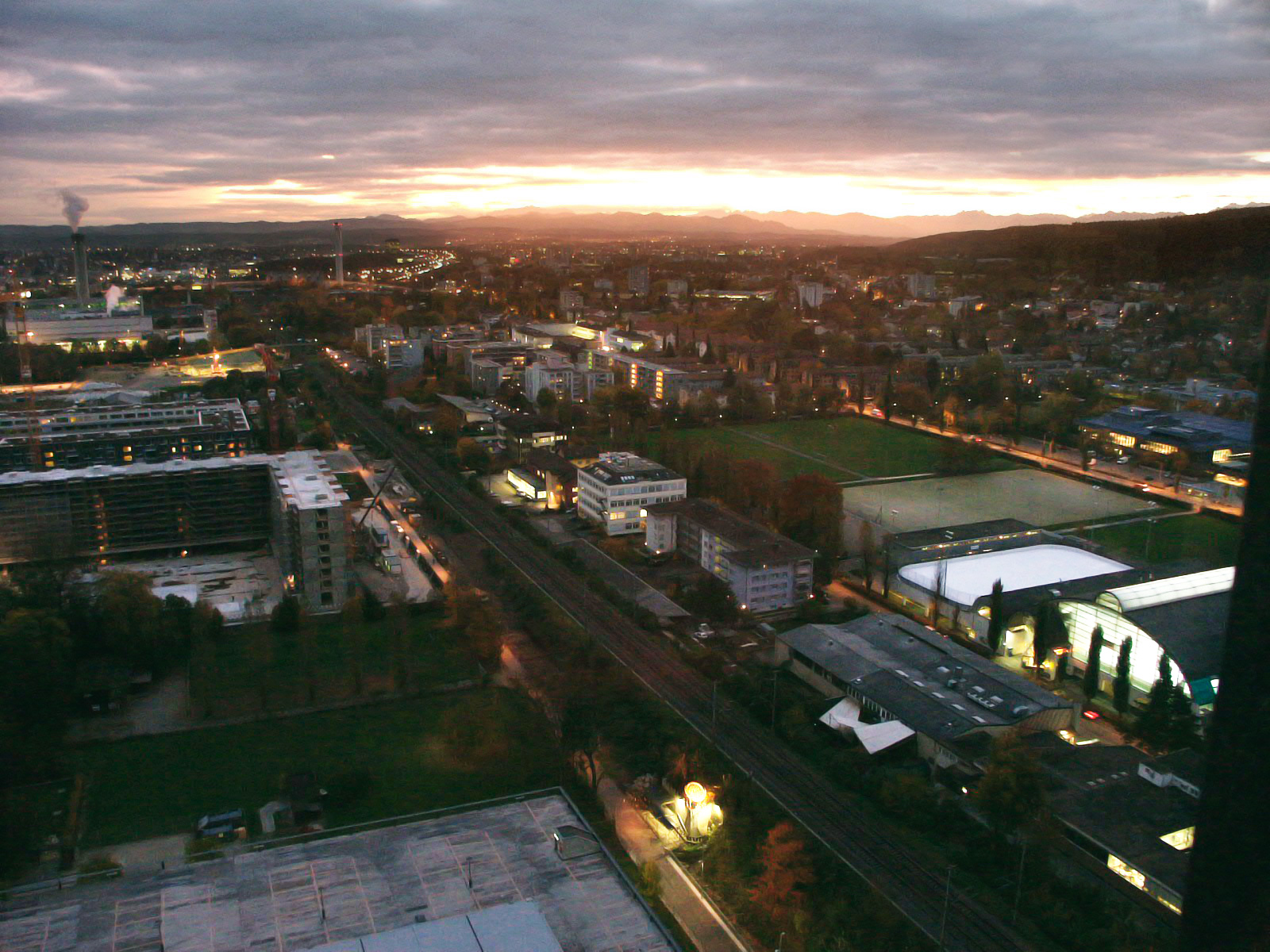
Sonnenaufgang über Zürich Nord
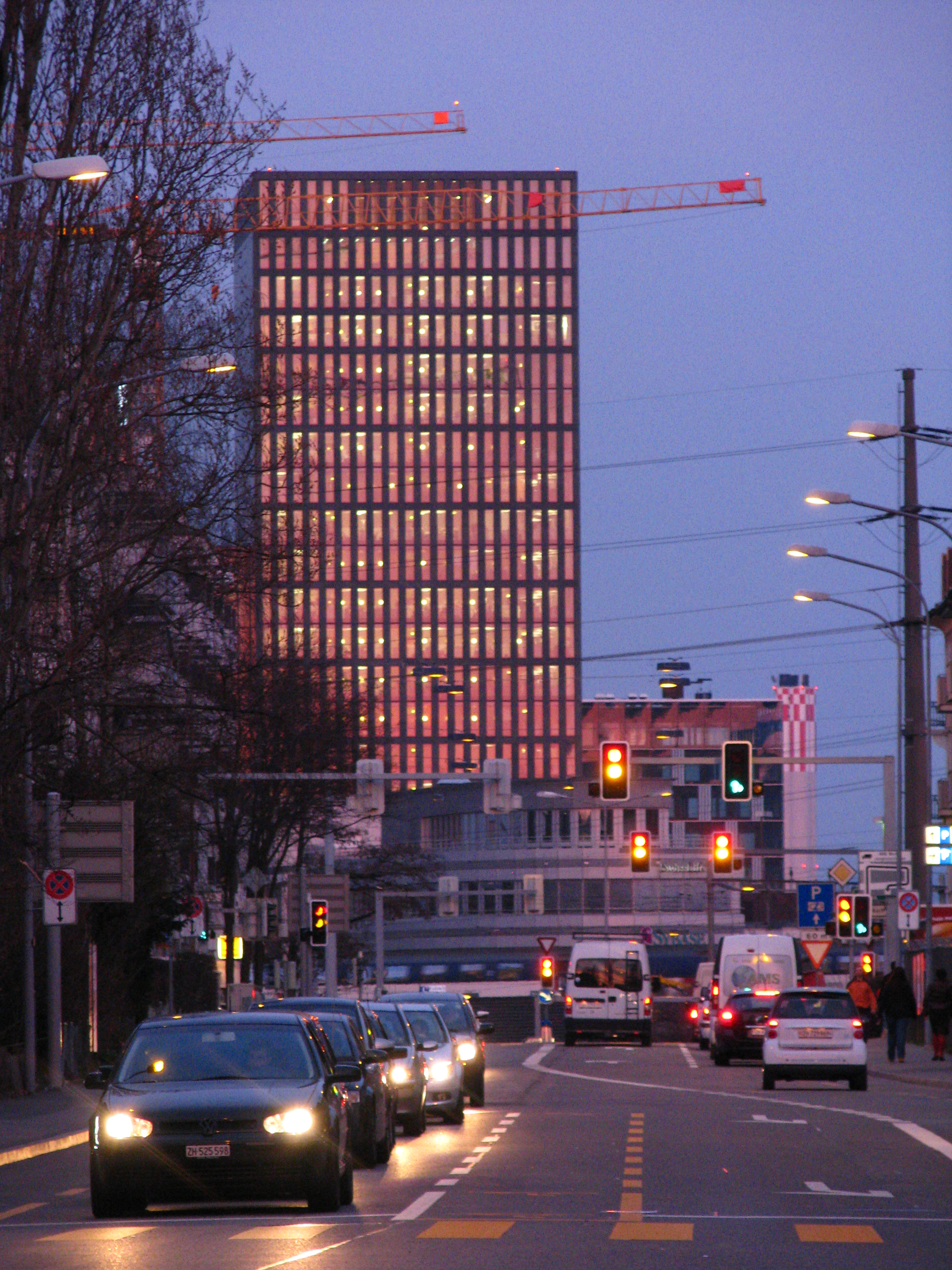
Blick vom Max-Bill-Platz über die Binzmühlestrasse Richtung Sunrise Towers
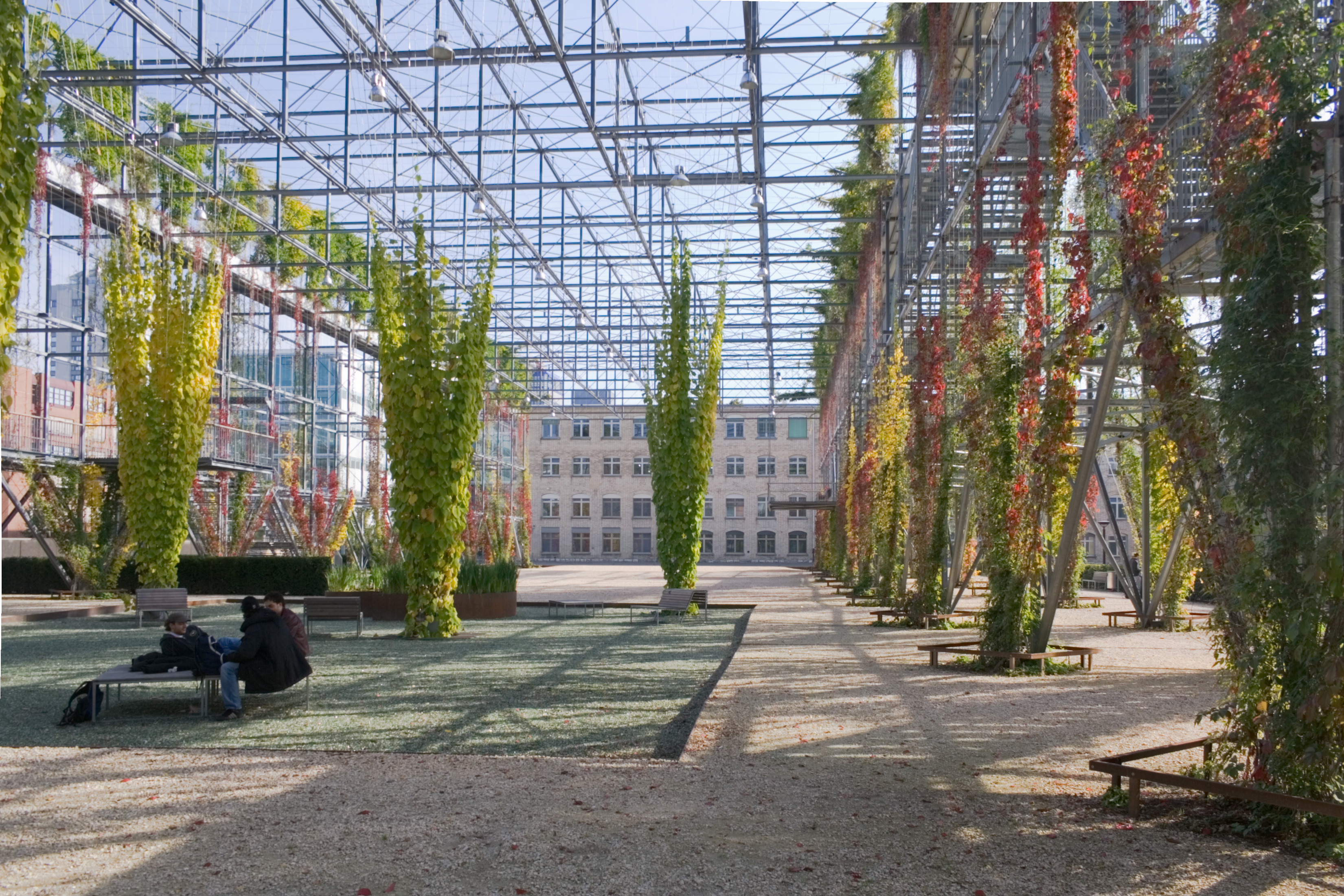
Der MFO-Park
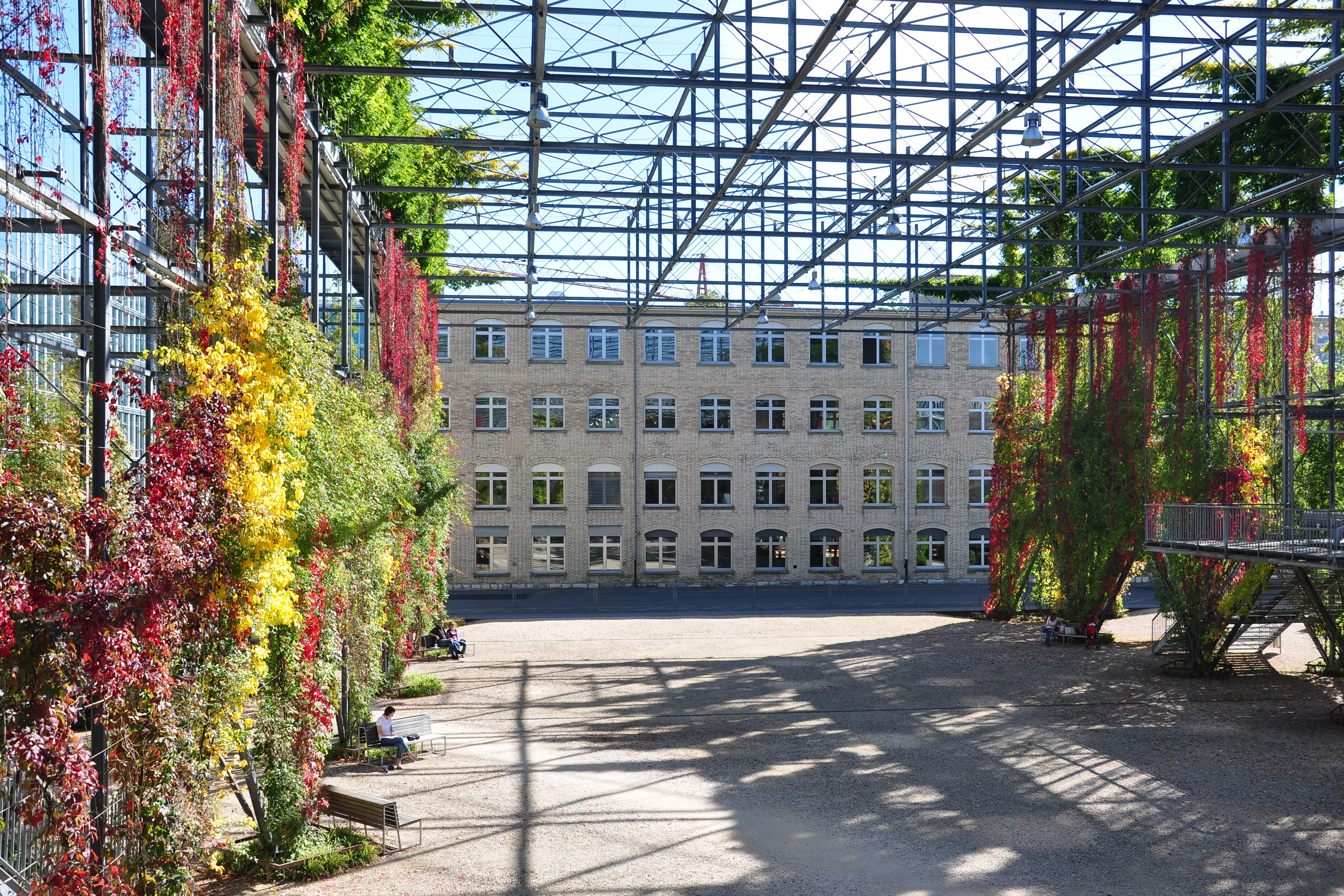
Maschinenfabrik Oerlikon (MFO), Ansicht vom MFO-Park
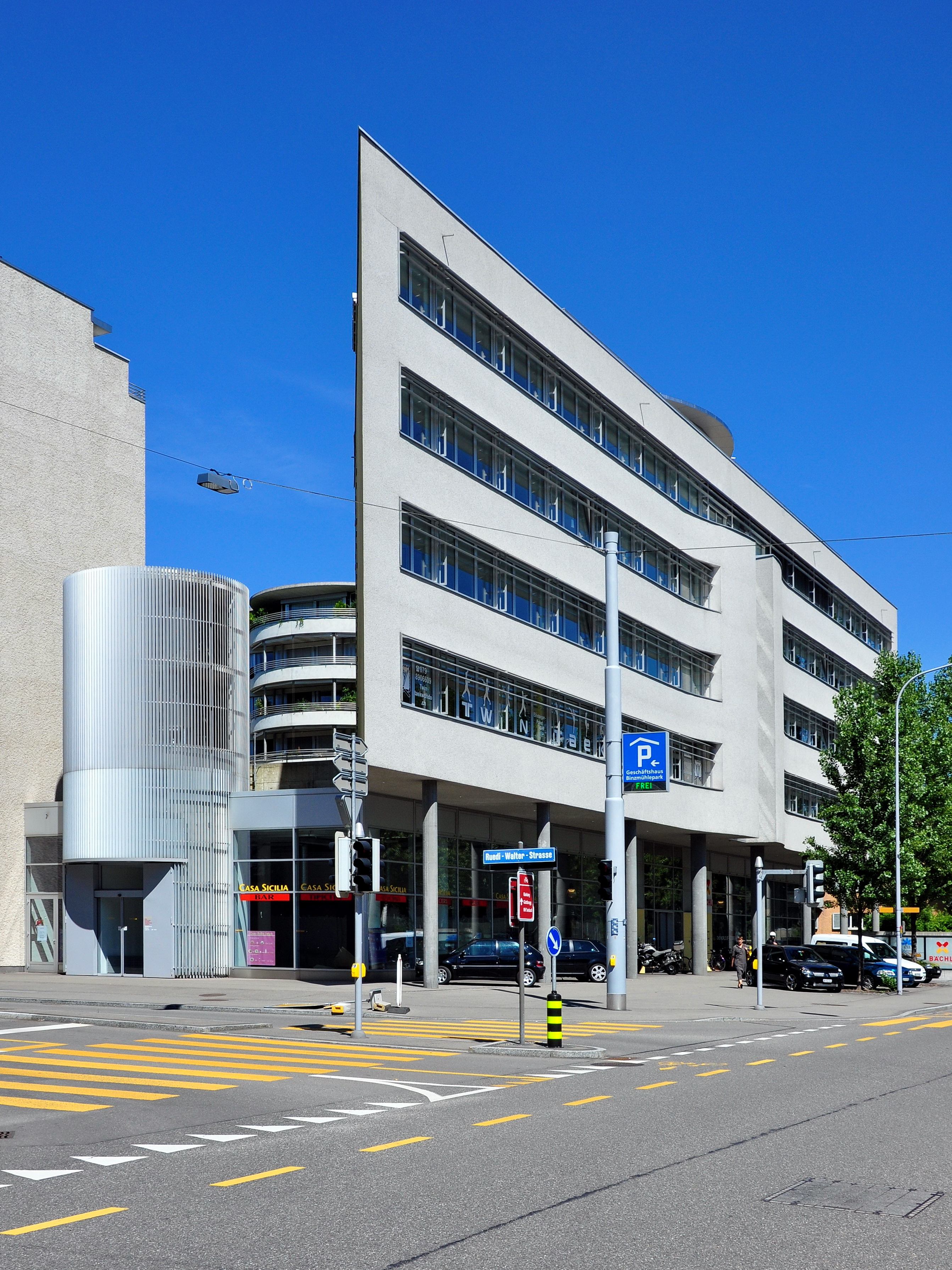
Kreuzung Therese-Giehse-Strasse / Binzmühlestrasse in Neu-Oerlikon
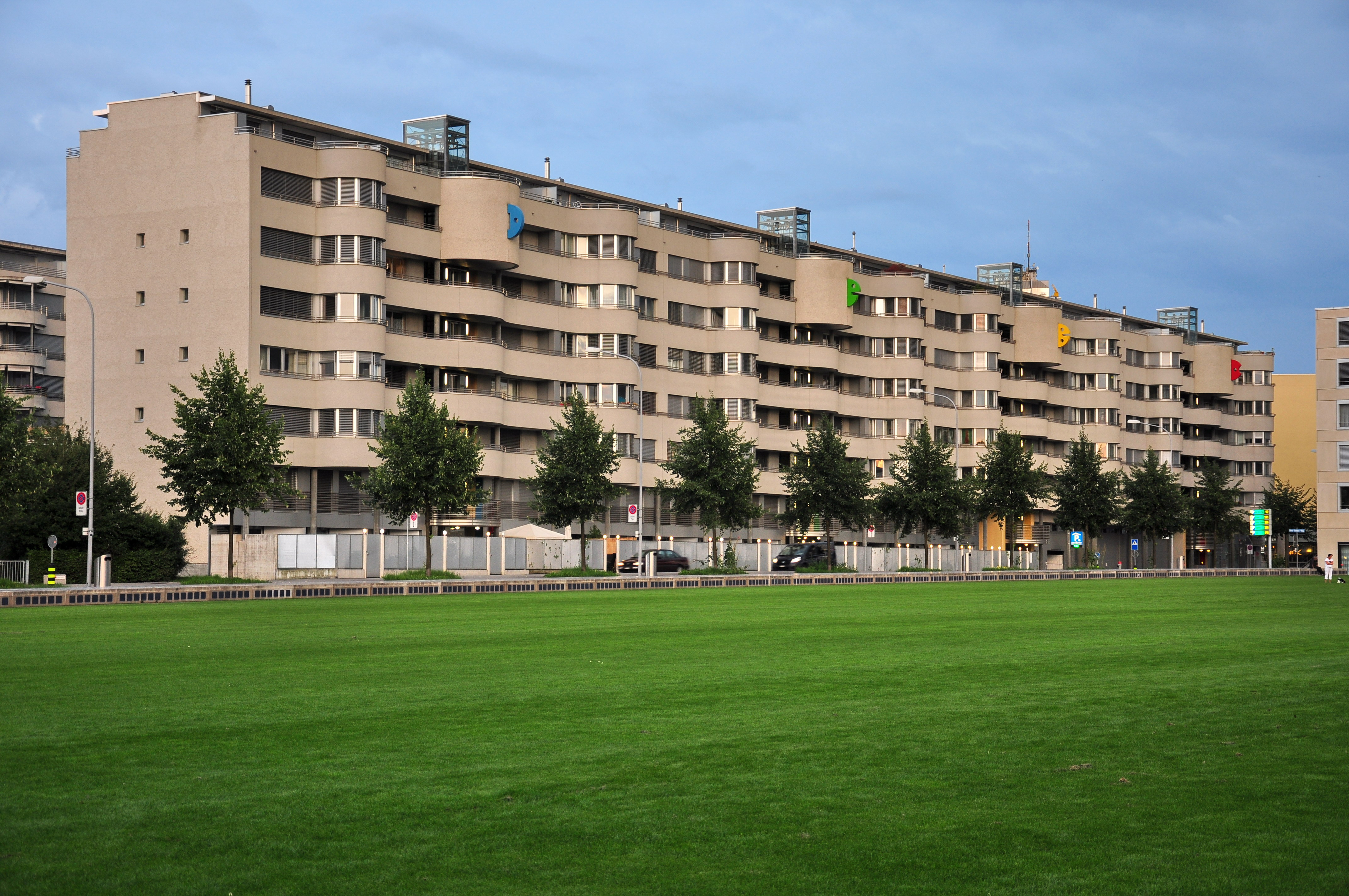
Wohnpark Binzmühle Zürich (Architekt Justus Dahinden), Ansicht vom Wahlen-Park
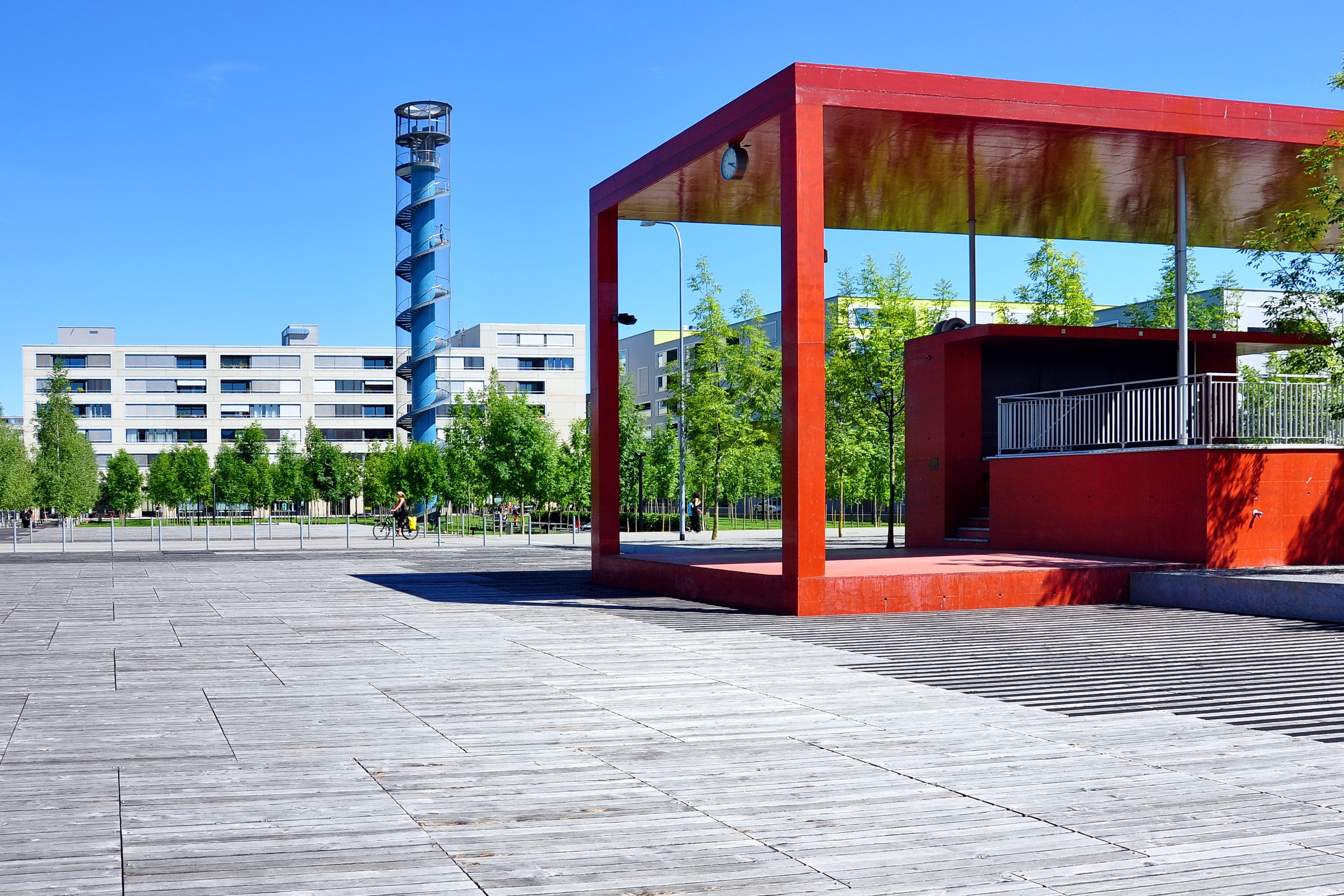
Der Oerliker-Park mit dem Blauen Turm
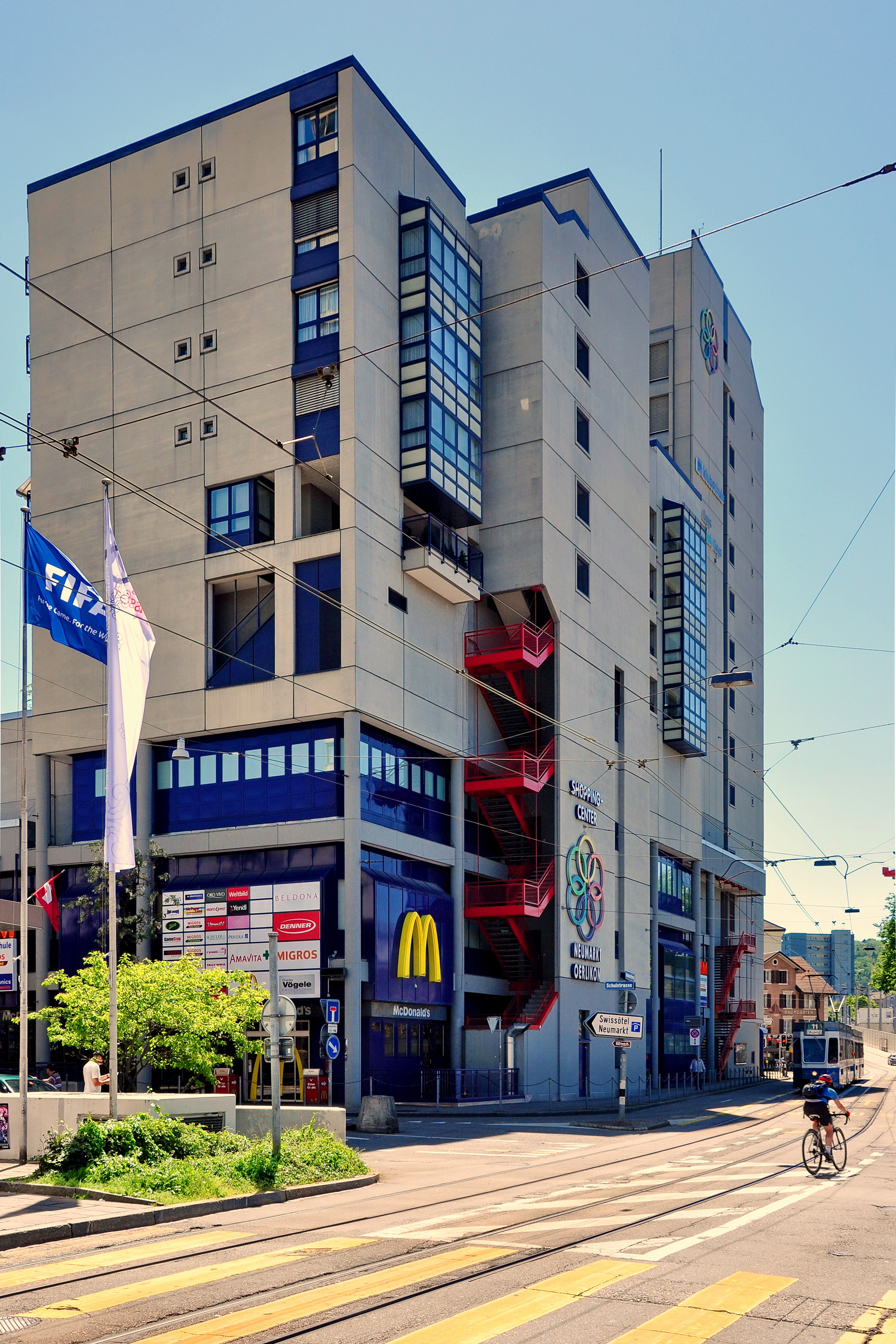
Einkaufszentrum Neumarkt
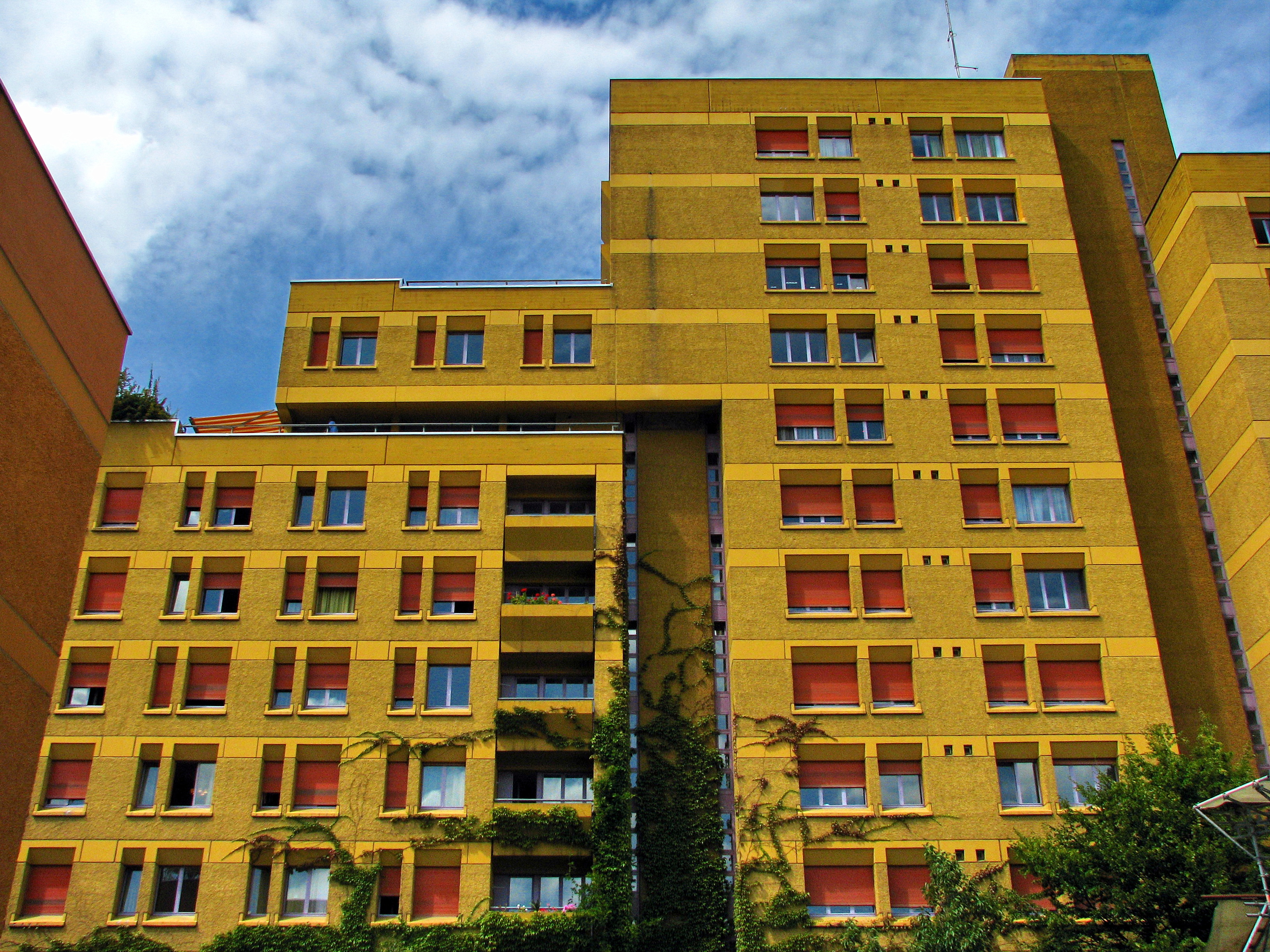
Verwaltungszentrum Dorflinde
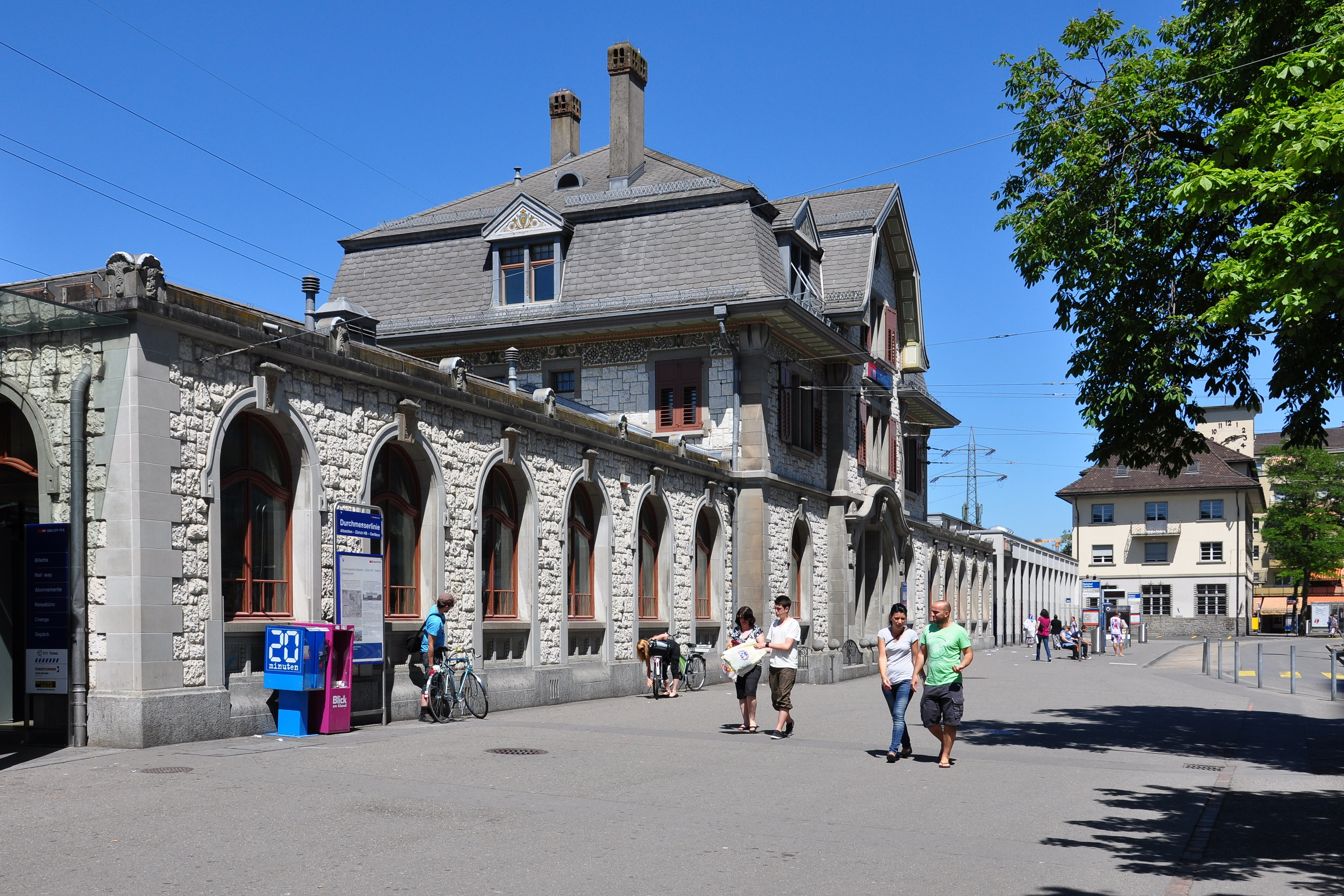
Bahnhof Oerlikon, im Hintergrund die Pestalozzi-Bibliothek
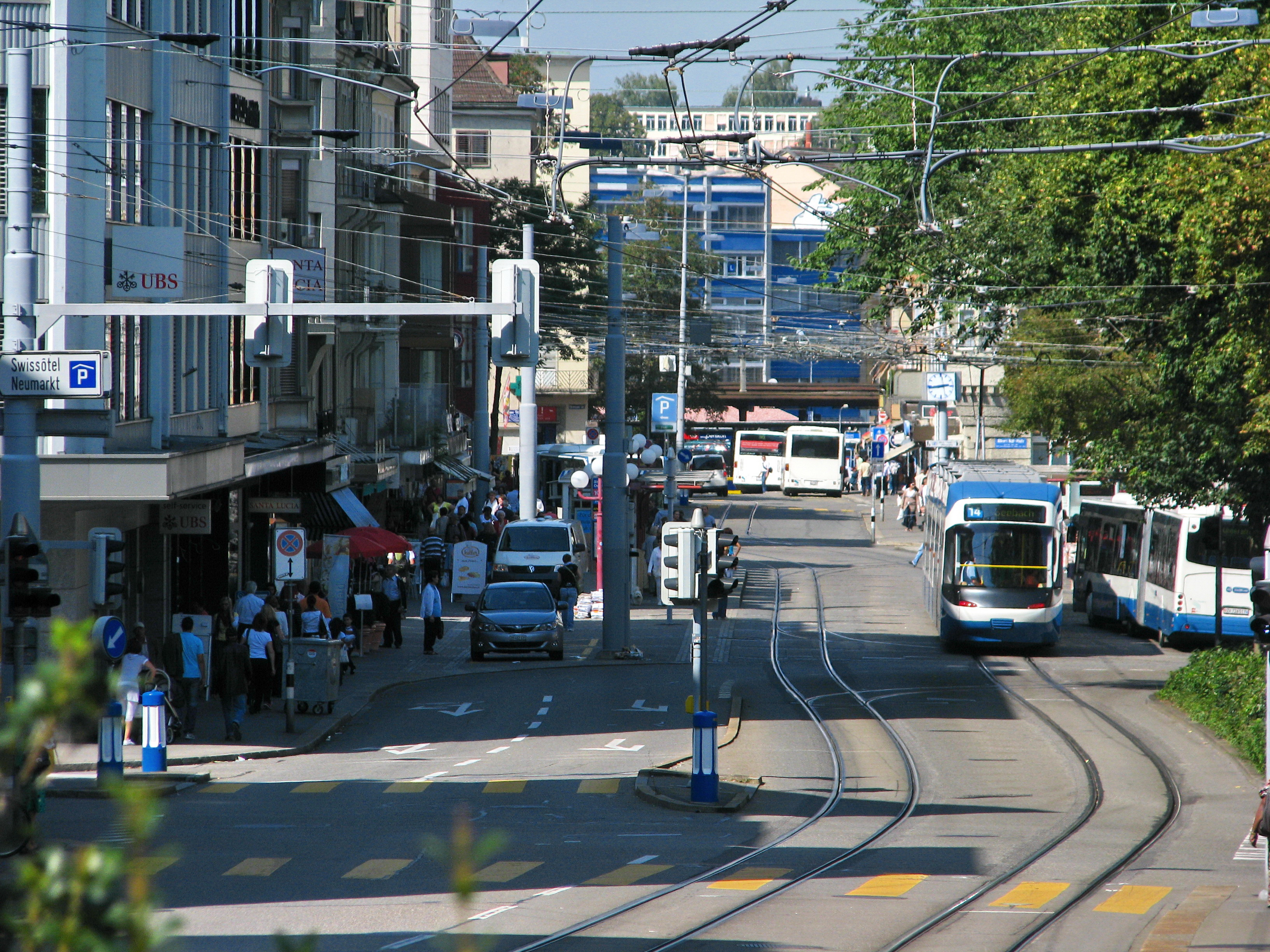
Sternen Oerlikon
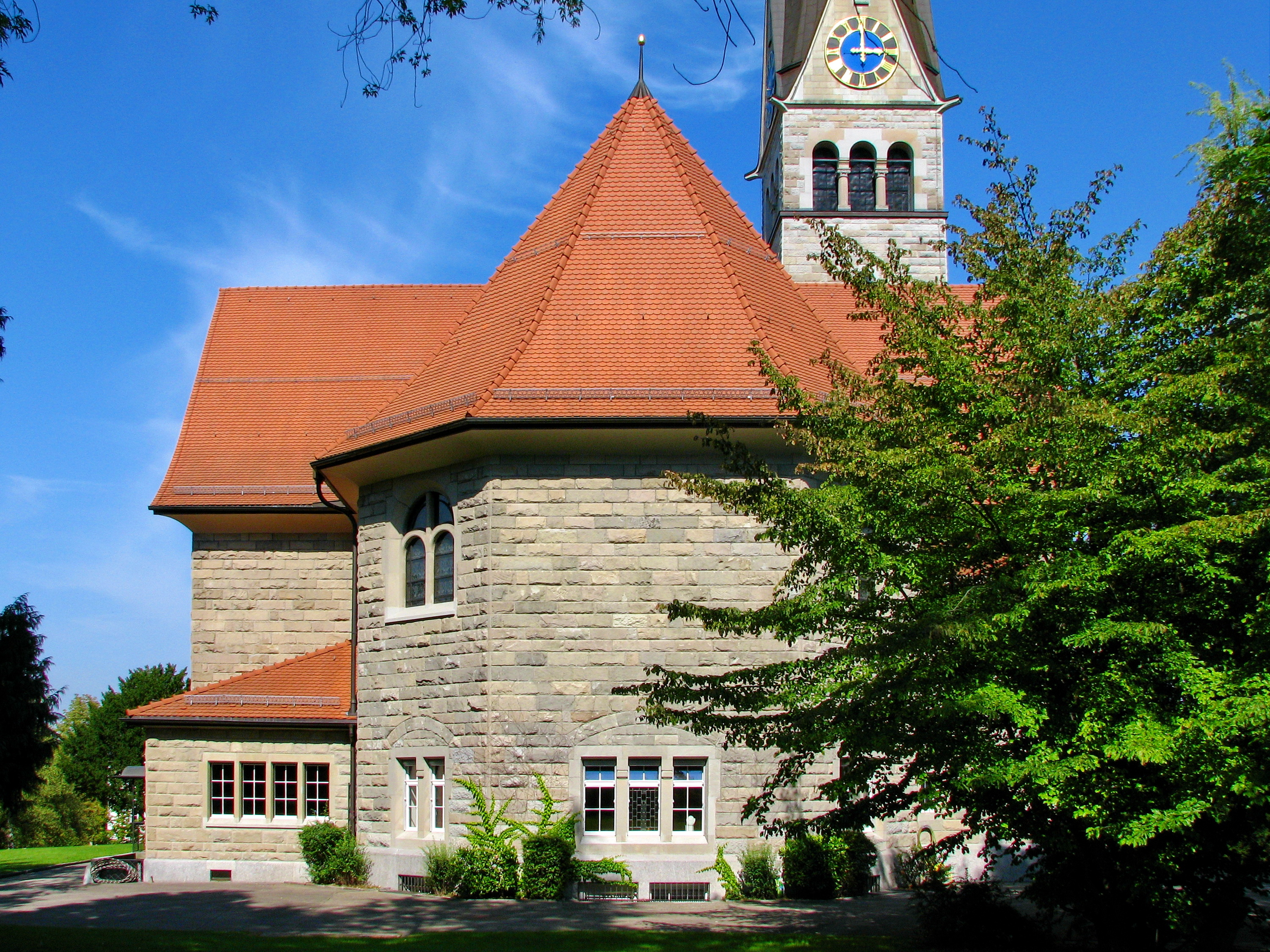
Reformierte Kirche
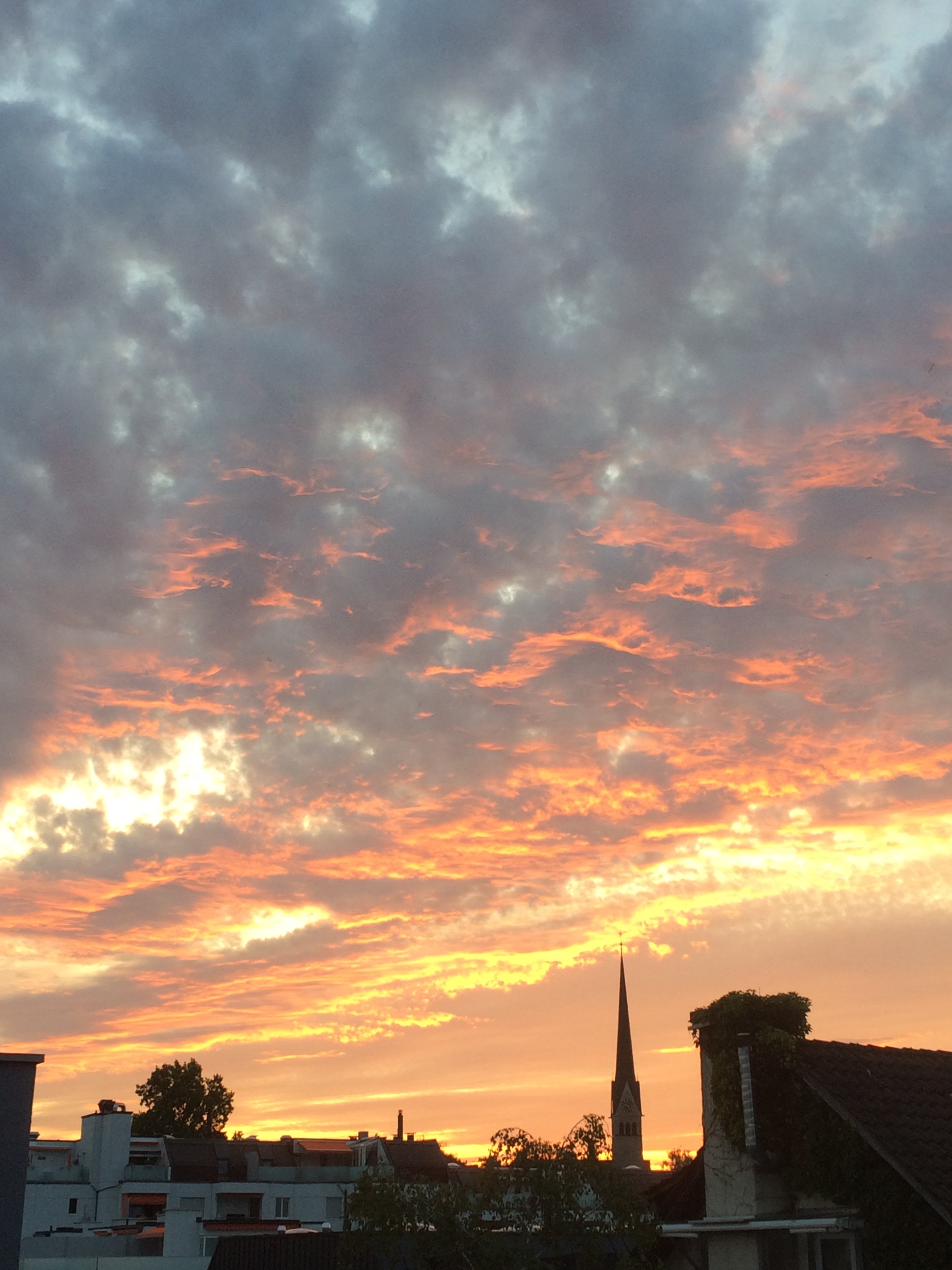
Sonnenuntergang über der reformierten Kirche Oerlikon

## Kirchgemeinden und Religionen

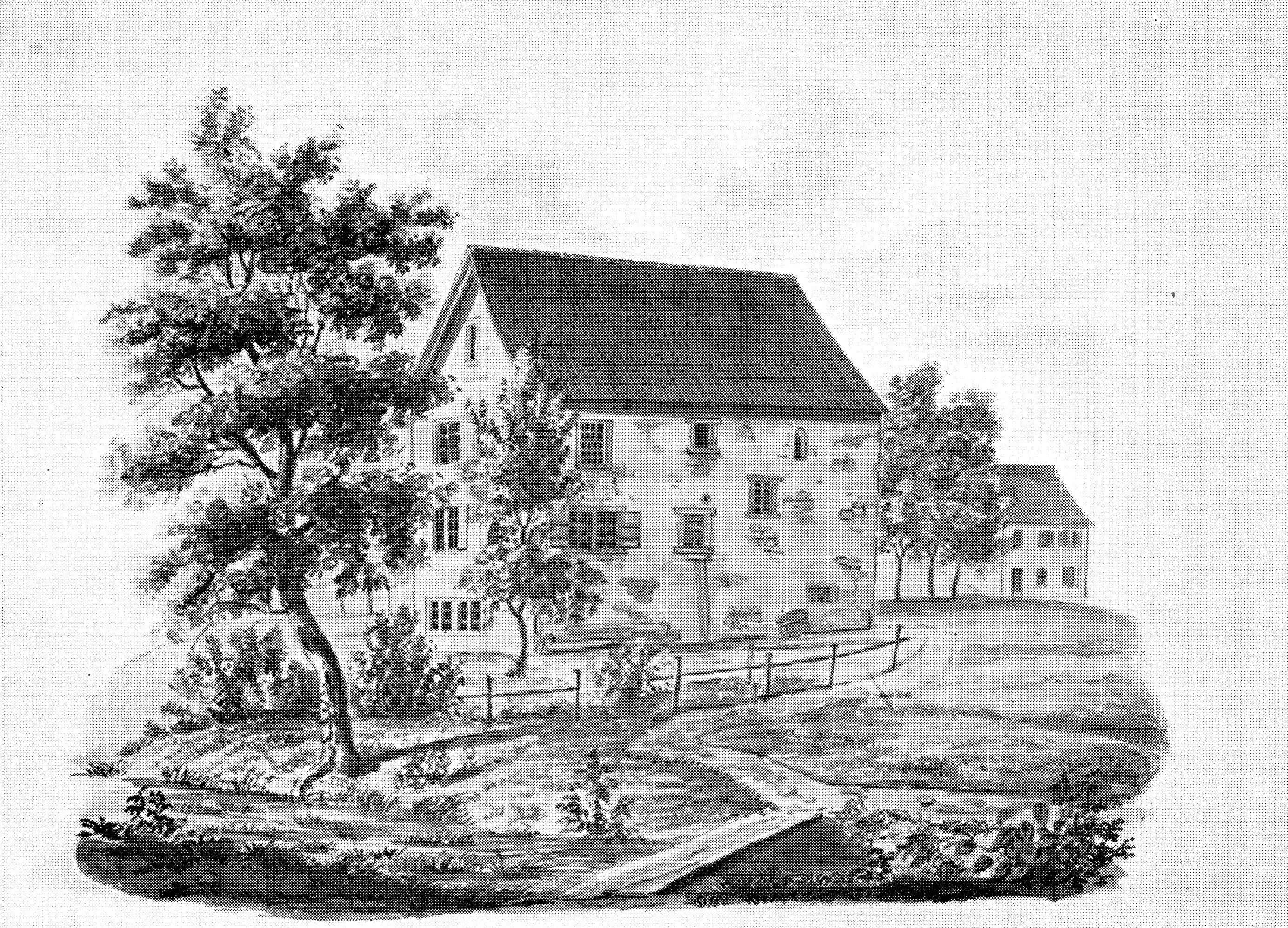
Kapelle von Oerlikon 1842

Im Stadtteil Oerlikon sind folgende Kirchen und Religionsgemeinschaften anzutreffen:
- Evangelisch-reformierte Kirche Oerlikon (erbaut von 1906 bis 1908 durch Architekt Adolf Asper)[5]
- Römisch-katholische Herz Jesu-Kirche (erbaut von 1892 bis 1893 durch Architekt August Hardegger)
- Christkatholische (Altkatholische) Christuskirche (erbaut von 1941 bis 1942 durch Alfred Eduard und Heinrich Oeschger)
- Neuapostolische Kirchgemeinde Oerlikon (erbaut 1927 durch C. Rathgeb)
- Evangelisch-methodistische Kirchgemeinde Oerlikon (erbaut von 1962 bis 1963 durch Willi Hertig)
- Gemeinde der Sieben-Tags-Adventisten Oerlikon
- Heilsarmee Gemeinde Zürich-Nord
- Maharishi International School, eine esoterische Vereinigung, welche ihre Meditationstreffen als «wissenschaftliche Schulungen» anbietet.

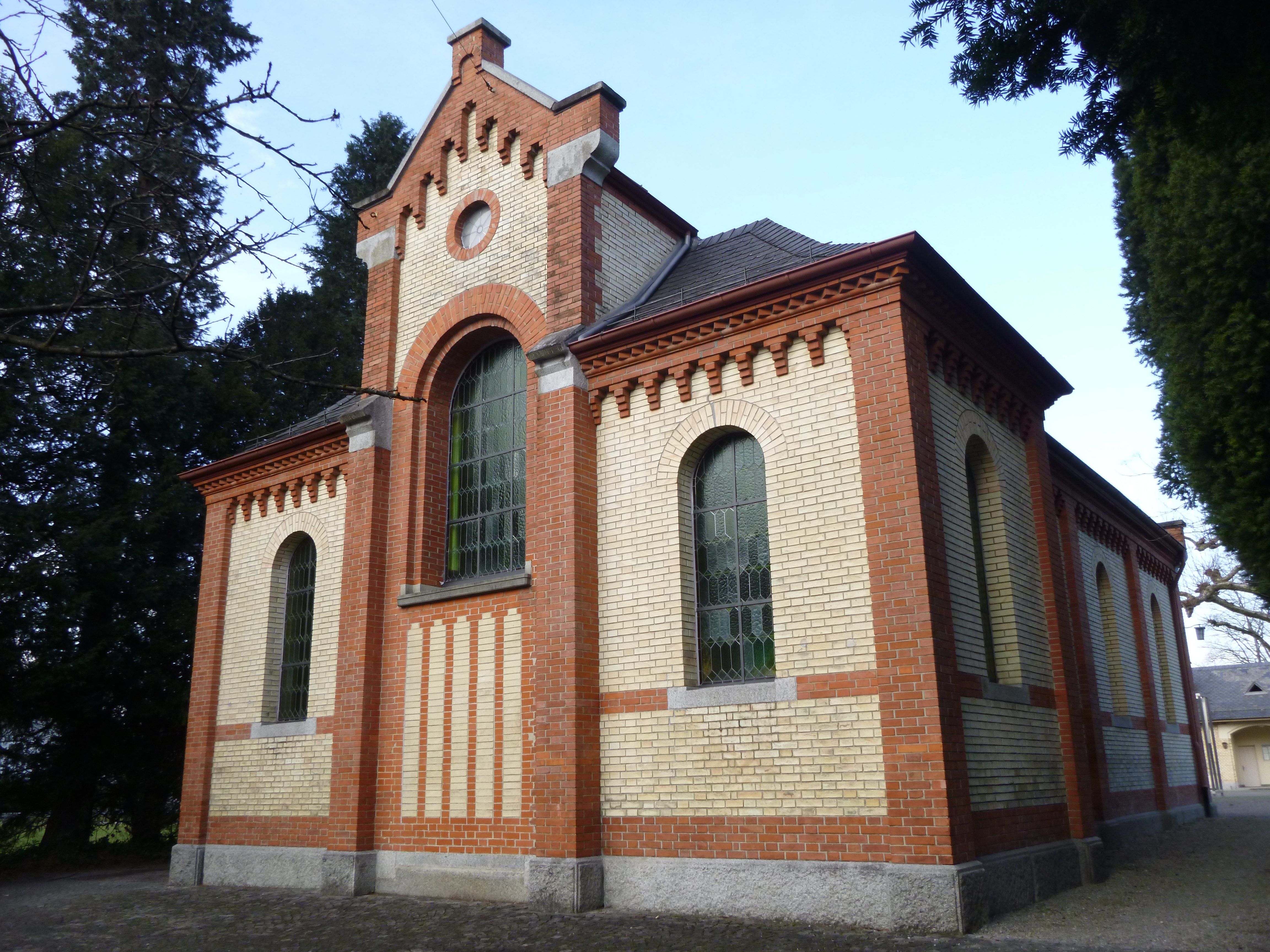
Kapelle auf dem Friedhof Oerlikon

## Bildungseinrichtungen
Oerlikon ist ein wichtiges Zentrum im Bildungsbereich. Im Quartier gibt es eine Kantonsschule, die Kantonsschule Zürich Nord (KZN), die 2012 aus der Fusionierung der Kantonsschulen Oerlikon und Zürich Birch entstand. Zudem lagert die Universität Zürich zunehmend einzelne Lehr- und Forschungseinrichtungen vom Zentrum nach Oerlikon aus. An der Universität Nord befinden sich die Institute für Soziologie, Ethnologie, Psychologie, Informatik und Computerlinguistik. Auf der gegenüberliegenden Seite des Bahnhofs, im Cityport, findet sich das Institut für Politikwissenschaft.
In Oerlikon befindet sich das kantonale Zentrum für Berufsberatung.

## Kultur
Kurz vor der 2. Eingemeindung im Jahr 1934 wurde 1933 die Quartierzunft St. Niklaus gegründet.
Der Ortsgeschichtliche Verein Oerlikon (OVO) ist für eine sorgfältige Erhaltung von Zeitzeugen aus Oerlikon eingerichtet.
Der Verein OERLIKON Industriegeschichten entstand aus einer Initiative der «Quartierwerkstatt Wohnen und Leben in Neu-Oerlikon» (Träger: Gemeinwesenarbeit Zürich Nord, tezet Oerlikon, Reformierte Kirchengemeinde Oerlikon und Stadtrat Zürich). Er möchte die Erinnerung an die Geschichte des Quartiers und an die Geschichte der Industrie in Oerlikon aufrechterhalten.
Seit Dezember 2006 besteht nach einer eineinhalbjährigen Umgestaltung des ehemaligen Stadthofs 11 das mit vielen Architekturpreisen ausgezeichnete Theater 11. Die neben der Messe Zürich und dem Hallenstadion gelegene Spielstätte verfügt über 1500 Sitzplätze.
Im Mai findet jeweils die «Oerliker Hof- und Gartenmusik» statt. Bei gutem Wetter gibt es Konzerte in Gärten und Höfen im Quartier. Diese Veranstaltung wird durch den Förderverein Galotti in Zusammenarbeit mit dem Gemeinschaftszentrum Oerlikon organisiert.
An der Jungstrasse an der Grenze zu Seebach befindet sich der bücherraum f. In der dort eingerichteten Doppelbibliothek werden regelmässig kulturell-politische Veranstaltungen organisiert. Der bücherraum f wurde Ende September 2018 von einem Kollektiv aus zwei unterschiedlichen Projekten eröffnet, erstens einer Betriebsgruppe von schema f, der ehemaligen Bibliothek im Zürcher Frauenzentrum, sowie zweitens von Mitgliedern der Theoriezeitschrift Widerspruch. Massgeblich engagiert bei der Gründung, Einrichtung und Ausstattung ist der Autor und Journalist Stefan Howald. Der bücherraum f bietet rund 20'000 Bücher und Dokumente und im Durchschnitt alle drei Wochen eine Abendveranstaltung als Beitrag zu einer offenen Diskussionskultur. Bis September 2024 sind über 100 Veranstaltungen zu historischen und aktuellen Fragen durchgeführt worden. Im bücherraum f aufgetreten sind beispielsweise die Historikerin Elisabeth Joris und der Historiker Jakob Tanner.

## Persönlichkeiten
- HR Giger (1940–2014), Künstler
- Franz Hohler (* 1943), Schriftsteller, Kabarettist und Liedermacher, lebt in Oerlikon
- Li Tobler (1948–1975), Schauspielerin, Modell und Galeristin
- Martin Suter (* 1948), Schriftsteller, verbrachte die ersten fünf Jahre seines Lebens in Oerlikon